# (7322) Lavrentina
(7322) Lavrentina (1979 SW2) – planetoida z pasa głównego asteroid okrążająca Słońce w ciągu 5,73 lat w średniej odległości 3,2 j.a. Odkryta 22 września 1979 roku.